# NGC 2658
NGC 2658 (również OCL 723 lub ESO 432-SC4) – gromada otwarta znajdująca się w gwiazdozbiorze Kompasu. Odkrył ją James Dunlop 28 maja 1826 roku. Jest położona w odległości ok. 6,6 tys. lat świetlnych od Słońca.